# فرا پتروس

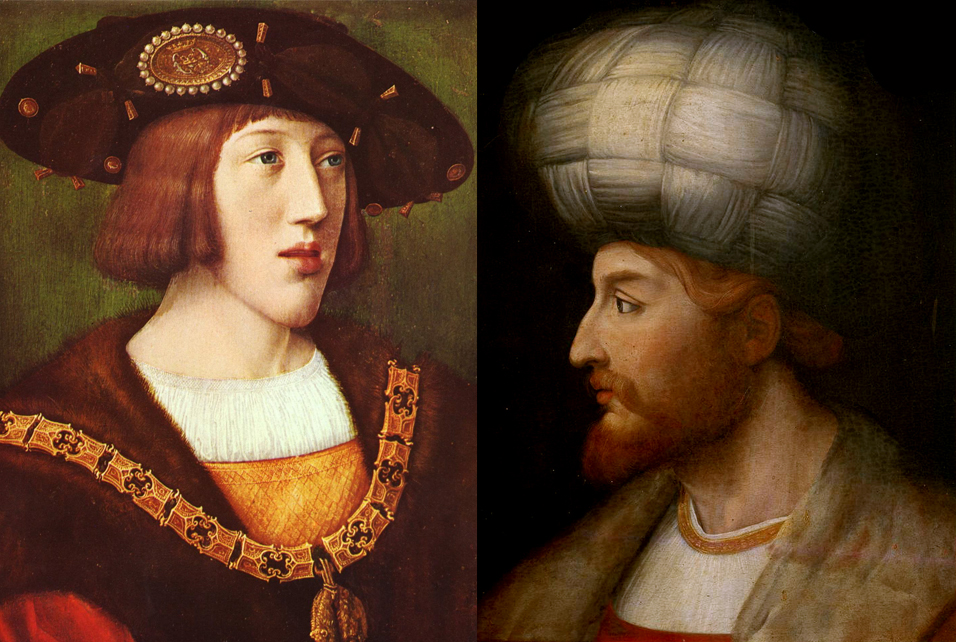
شاه اسماعیل و کارل پنجم، امپراتور مقدس روم

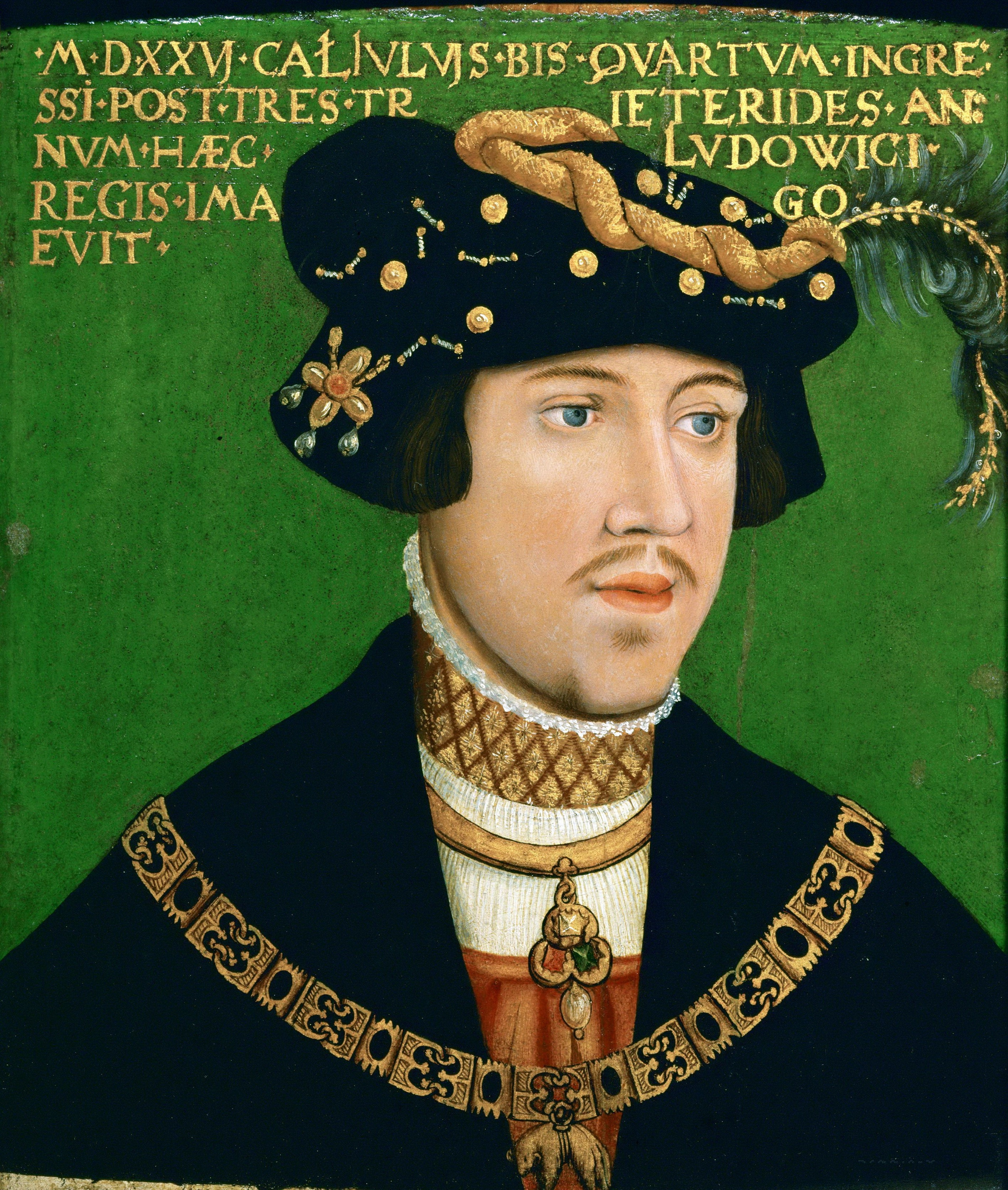
لایوش دوم، پادشاه مجارستان

فرا پتروس یا فراتر پتروس یا پترس دو مونت لیبانو (به لاتین: Petrus de Monte Libano) کشیش مارونی اهل شام (امروز لبنان) بود که از سوی لایوش دوم پادشاه مجارستان به منظور مذاکره برای اتحاد علیه امپراتوری عثمانی که دشمن مشترک ایران و کشورهای مسیحی بود به دربار شاه اسماعیل صفوی اعزام شد. پتروس که زبان فارسی می‌دانست گزارشی در مورد اوضاع سیاسی اروپا و عظمت شارلکن امپراتور اسپانیا و امپراتوری مقدس روم و برادرزن پادشاه مجارستان، به شاه اسماعیل ارائه کرد. در نتیجه این گزارش‌ها و آگاهی که شاه اسماعیل از وضع اروپا و همچنین پس از شنیدن خبر شکست مصر از امپراتوری عثمانی و جواب رد جمهوری ونیز به پیشنهاد اتحاد علیه عثمانی، مصمم شد با شارلکن که در عین حال دشمن ترک‌های عثمانی بود روابطی دوستانه ایجاد کند. شاه اسماعیل پتروس را به عنوان سفیر ایران با نامه‌ای به دربار شارلکن فرستاد. او در پیامش پیشنهاد نمود که در ماه آوریل سال بعد ارتش دو کشور متحداً از شرق و غرب به قلمرو دشمن مشترک حمله کنند، عثمانی را در جنگی دو جبهه‌ای شکست دهند و تا وقتی‌که به پیروزی نهایی نایل نشده‌اند از انعقاد پیمان صلح جداگانه خودداری نمایند. پتروس چندین ماه در راه بود و در اواخر سال ۱۵۲۴ میلادی به اسپانیا رسید و در شهر تولدو به حضور شارلکن بازیافت و نامه شاه اسماعیل را تسلیم کرد. سفیر ایران مورد محبت شارلکن قرار گرفت و مدتی در دربار وی اقامت داشت تا اینکه در ۲۵ اوت ۱۵۲۵ میلادی امپراتور پاسخ نامه شاه ایران را به وی اعلام کرد. شارلکن در نامه خود پس از ابراز محبت فراوان نسبت به شاه اسماعیل گرفتاری‌های خود در جنگ با فرانسه و شکست دادن فرانسوای اول را شرح داد و با پیشنهاد شاه ایران در اتحاد علیه عثمانی موافقت کرد، اما هنگامی که پتروس به پایتخت صفوی، تبریز رسید بیش از یک سال از مرگ شاه اسماعیل گذشته بود و ناچار نامه شارلکن را به شاه طهماسب، فرزند و جانشین شاه اسماعیل، تسلیم کرد.